# Cantó de Garait Sud-Est
El cantó de Garait Sud-Est és un cantó francès del departament de Cruesa, situat al districte de Garait. Té 3 municipis i part del de Garait.

## Municipis
- Sent Laurenç
- Sent Afeiran
- La Saunièra
- Garait

## Història
| Data d'elecció                           | Identitat        | Partit | Qualitat |
| ---------------------------------------- | ---------------- | ------ | -------- |
| 1973-1985                                | Bernard Triclot  | PCF    |          |
| 1985-2001                                | Jacques Viennois | RPR    |          |
| 1995-                                    | Guy Avizou       | PS     |          |
| les dades anteriors no són pas conegudes |                  |        |          |
|                                          |                  |        |          |

## Demografia
| 1962 | 1968 | 1975 | 1982 | 1990 | 1999  | 2006  |
| ---- | ---- | ---- | ---- | ---- | ----- | ----- |
| -    | -    | -    | -    | -    | 7.149 | 7.540 |